# Karl Friedrich von Ledebour
Carl Friedrich von Ledebour (8 de julio de 1785 - 4 de julio de 1851; o Karl Friedrich von Ledebour) fue un botánico y pteridólogo alemán-estoniano.
Entre 1811 y 1836, fue profesor de ciencias en la "Universidad de Tartu", Estonia. Explora el macizo de Altái y Rusia apoyado por Carl A. Andreevic von Meyer (1795-1855) y Alexander von Bunge (1803-1890).
Sus más importantes trabajos fueron Flora Altaica, sobre la flora de las montañas Altái, publicado en 1833, y Flora Rossica, sive Enumeratio plantarum in totius imperii rossici provinciis europaeis, asiaticis et americanis hucusque observatarum, en cuatro volúmenes entre 1841-1853, la primera flora completa del Imperio ruso.
Nuevas especies describe en Flora Altaica incluyendo Malus sieversii (como Pyrus sieversii), el ancestro silvestre de la manzana, y Larix sibirica.

## Algunas publicaciones

### Libros
- Plantae novae Rossiae meridionalis ex Asperifoliarum familia. 1800.

- Monographia generic Paridum. Dorpat, 1827.

- Reise durch das Altai-Gebirge und die soongorische Kirgisen-Steppe. 2 v. y atlas. Bln. Reimer 1829/1830.

- Flora altaica, 1829–1834, primera descripción de la flora de la cordillera Altái, 4 v.

- Icones plantarum novarum vel imperfecte cognitarum floram rossicam, imprimis altaicam, illustrantes, 1829–1834; 5 v.

- Flora rossica, 1841–1853, 4 v. probablemente la primera descripción completa de la flora del Imperio ruso.

- Commentarius in J. G. Gmelini Floram sibiricam. 1841.

- Flora Rossica sive Enumeratio Plantarium in Totus Imperii Rossici Provinciis Europaeis, Asiaticis et Americanis hucusque Observatarum. Auctore Dr. Carolo Friderico A Ledebour, Botanices Professore emerito, Augustissimi Rossiae Imperatoris a consiliis status, insignibus muneris sine probro exsecuti ornato, ordinnm St. Wladimiri tertiae classis, St. Annae secundae classis Corona Imperiali decorat., Ludovici darmstadt. Commendator., Aquilae rubrae borussic. et Dannebrogici Equite, Academiar. et Societat. litterar. plur. Sodali. V. IV. Accedit Index ad totum opus pertinens, 741 p. Stuttgartiae. Sumtibus Librariae E. Schweizerbart. 1853.

## Honores

### Epónimos
Géneros
- (Hyacinthaceae) Ledebouria Roth[1]

- (Apiaceae) Ledebouria Rchb.[2]

- (Apiaceae) Ledebouriella H.Wolff[3]

Especies
- (Alliaceae) Allium ledebourianum Schult.f.[4]

- (Apiaceae) Grammopetalum ledebourii C.A.Mey.[5]

- (Araceae) Eminium ledebourii Schott[6]

- (Asparagaceae) Asparagus ledebourii Miscz.[7]

- (Asteraceae) Achillea ledebourii Heimerl[8]

- (Asteraceae) Oligosporus ledebourianus (Besser) Poljakov[9]

- (Boraginaceae) Lithospermum ledebourii Steud.[10]

- (Brassicaceae) Draba ledebourii Rouy & Foucaud[11]

- (Campanulaceae) Campanula ledebourii Boiss.[12]

- (Campanulaceae) Hemisphaera ledebouriana (Trautv.) Kolak. & Serdyuk.[13]

- (Caprifoliaceae) Caprifolium ledebourii (Eschsch.) Greene[14]

- (Caryophyllaceae) Silene ledebourii Heynh.[15]

- (Convolvulaceae) Ipomoea ledebourii Choisy[16]

- (Crassulaceae) Sedum ledebourii Hort. ex Steud.[17]

- (Cyperaceae) Carex ledebourii Boiss. & Buhse[18]

- (Ericaceae) Rhododendron ledebourii Pojark.[19]

- (Euphorbiaceae) Euphorbia ledebourii Boiss.[20]

- (Gentianaceae) Gentiana ledebourii Rchb.[21]

- (Hydrangeaceae) Philadelphus ledebourii Hort. ex K.Koch[22]

- (Ixioliriaceae) Ixiolirion ledebourii Fisch. & C.A.Mey.[23]

- (Leguminosae) Orobus ledebourii (Trautv.) Roldugin[24]

- (Liliaceae) Lilium ledebourii Boiss.[25]

- (Papaveraceae) Corydalis ledebouriana Kar. & Kir.[26]

- (Pinaceae) Abies ledebourii Rupr.[27]

- (Piperaceae) Piper ledebourii C.DC.[28]

- (Poaceae) Eutriana ledebourii Trin.[29]

- (Ranunculaceae) Thalictrum ledebourianum C.A.Mey. ex Rupr.[30]

- (Ranunculaceae) Ficaria ledebourii Grossh. & Schischk.[31]

- (Rosaceae) Alchemilla ledebourii Juz.[32]

- (Salicaceae) Salix ledebouriana Trautv.[33]

- (Saxifragaceae) Saxifraga ledebouriana Holub[34]

- (Scrophulariaceae) Capraria ledebourii (Eschsch) Greene[35]

- (Tiliaceae) Tilia ledebourii Borbás[36]

- La abreviatura «Ledeb.» se emplea para indicar a Karl Friedrich von Ledebour como autoridad en la descripción y clasificación científica de los vegetales.[37]